# Алфред Џ. Ајер
Алфред Џулс Ајер (енгл. Alfred Jules Ayer; Лондон 29. октобар 1910 — Лондон 27. јун 1989) био је британски филозоф. Предавао је на Универзитетском колеџу у Лондону (1946—1959) и касније на Оксфорду (1959—1978).

## Биографија
Алфред Џулс Ајер је стекао међународну славу 1936. године својом првом књигом „Језик, истина и логика”, која је била манифест логичког позитивизма. Ајер се ослањао на идеје Бечког круга и традицију британског емпиризма, које су представљали Дејвид Хјум и Бертранд Расел. Упамћен је по доприносима у епистемологији и по радовима на историји англоамеричке психологије, в. аналитичка психологија.